# Paul-Arthur Séguin
Pour l’article homonyme, voir Séguin.
Paul-Arthur Séguin (2 octobre 1875-24 novembre 1946) est un notaire et homme politique fédéral et municipal du Québec.
Né à Charlemagne dans la région de Lanaudière, M. Séguin étudia au Collège de L'Assomption et à l'Université Laval. Il devient ensuite secrétaire-trésorier de la ville de Terrebonne de 1900 à 1907 et servit également comme maire de L'Assomption.
Élu député du Parti libéral du Canada dans la circonscription fédérale de L'Assomption en 1908, il fut réélu en 1911 et dans L'Assomption—Montcalm en 1917, 1921, 1925, 1926 et en 1930. Il ne se représente pas en 1935.